# 李守仁
李守仁（1513年—？），字與安，號東河，陝西鳳翔府鳳翔縣人，民籍，明朝政治人物。

## 生平
嘉靖十三年（1534年）陝西鄉試第十九名舉人。嘉靖二十六年（1547年）中式丁未科會試第一百五十三名，登第三甲第七十九名進士。刑部觀政，初授中书舍人，三十二年四月选授河南道試監察御史，十一月實授，巡按河南，出为兖州府知府，四十三年十二月考察以不謹閑住。

## 家族
曾祖李旺；祖父李輝；父李實，母張氏。具庆下。弟李懷仁。